# Glasgow
Glasgow (škotski: Glesga, škotski gaelski: Glaschu) je najveći grad u Škotskoj i treći najveći grad u Ujedinjenom kraljevstvu (poslije Londona i Birminghama). Nalazi se na rijeci Clyde i leži u nizini.
Grad je bio poznat kao drugo mjesto po važnosti Britanskog imperija u Viktorijansko doba. Poslije industrijske revolucije je postao važno pristanište za transatlantsku plovidbu. U Glasgowu se nalazi veliko brodogradilište u kojem su sagrađeni mnogi brodovi poput „Queen Mary”, „Queen Elizabeth” i kraljeve jahte „Britannia”.

## Povijest
Na prostoru Glasgowa postoje naselja iz pretpovijesti. Prvo stalno naselje je osnovao misionar sveti Mungo koji je u 6. st. pokrštavao Škote. On je tamo osnovao prvu crkvu koja je kasnije postala katedrala, te je Glasgow postao značajan centar širenja kršćanstva. Glasgow je status grada dobio u 12. st. i 1197. je sagrađena veća kamena katedrala. Godine 1451. je osnovano sveučilište, te je Glasgow postao značajan znanstveni centar.
U 16. st. se počinje razvijati trgovina s Amerikom. Glasgow postaje centar trgovine duhanom, šećerom i pamukom. Grad se posebno razvija nakon ujedinjenja Škotske i Engleske 1707. kad se trgovina intenzivira. U 19. st. su u okolici pronađena nalazišta rude ugljena i željeza, te se razvija industrija. S razvojem industrije se grad brzo širi i postaje jedan od najvećih gradova u Ujedinjenom Kraljevstvu. Posebno je razvijena tekstilna industrija.
Najviše stanovnika bilo je 1931., kada je u Glasgowu živjelo 1 088 000 ljudi. Od tada broj opada. Mnogi se sele u predgrađa poput East Kilbride ili Cumbernauld. Glasgow nije jače osjetio posljedice Velike gospodarske krize 1930-ih. Tijekom Drugog svjetskog rata je prilično oštećen u njemačkim bombardiranjima. Nakon rata slabi industrijsko značenje grada jer se industrija temelji na zastarjelim metodama prerade ugljena i čelika. Od 1980. se grad modernizira.

## Zemljopis
Glasgow je smješten u središnjoj Škotskoj, u dolini Lowlands. Škotska je većinom planinska zemlja, te je Lowlands centar naseljenosti. Kroz Glasgow teče rijeka Clyde.
Klima je hladniji tip umjerene oceanske. Ljeta su blaga i svježa, a zime hladne i snježne. Zimi ima više padalina.

## Gospodarstvo
Najveće je gospodarsko središte Škotske te među 20. najvažnijih gospodarskih središta Europe. Danas je najrazvijeniji tercijarni (uslužni) sektor gospodarstva. Najrazvijeniji je financijski sektor. Turizam je vrlo važan. Glasgow je treća najposjećenija turistička destinacija u Ujedinjenom kraljevstvu (iza Londona i Edinburgha). Razvija se biotehnologija i račulnalna industrija. Postoji brodogradnja, prehrambena i kemijska industrija. Glasgow spada u dijelove Ujedinjenog Kraljevstva s najvišim BDP-om po stanovniku.

## Sport
Iz Glasgowa su poznati nogometni klubovi Glasgow Celtic i Glasgow Rangers.

## Znamenitosti
Iz najstarijeg razdoblja Glasgowa nije preostalo mnogo građevina. Najznačajnija je povijesna katedrala iz 13. st. Značajne su zgrade u sklopu sveučilišta. Većina povijesnih građevina nastaje u 19. st. kad se Glasgow brzo širi. Posebno je značajan arhitekt Charles Rennie Mackintosh koji je popularizirao poseban arhitektonski stil, tzv. Glasgowski stil koji je bio popularan u Ujedinjenom Kraljevstvu u to doba.
U novije vrijeme se grade moderne građevine. Najpoznatija je dvorana Clyde Auditorium koju je sagradio arhitekt Norman Foster. Zanimljiv je moderni most Clyde Arc.
Grad ima razvijenu kulturnu djelatnost (Škotska opera, Škotski balet, Škotsko narodno kazalište). Mitchell Library je jedna od najvećih javnih knjižnica u Europi s 1,3 milijuna knjiga.